# 7684 Маріоферреро
7684 Маріоферреро (7684 Marioferrero) — астероїд головного поясу, відкритий 3 березня 1997 року.
Тіссеранів параметр щодо Юпітера — 3,323.